# 22900 Труді
22900 Труді (22900 Trudie) — астероїд головного поясу, відкритий 11 жовтня 1999 року.
Тіссеранів параметр щодо Юпітера — 3,422.